# Ctenotus arcanus
Espèce
Ctenotus arcanus est une espèce de sauriens de la famille des Scincidae.

## Répartition
Cette espèce est endémique d'Australie. Elle se rencontre au Queensland et en Nouvelle-Galles du Sud.

## Publication originale
- Czechura & Wombey, 1982 : Three new striped skinks, (Ctenotus, Lacertilia, Scinidae) from Queensland. Memoirs of the Queensland Museum, vol. 20, no 3, p. 639-645.